# Нижнє Моно
Префектура Ни́жнє Мо́но (фр. Prefecture Bas-Mono) — одна із 8 префектур у складі Приморського регіону Тоголезької Республіки. Адміністративний центр — місто Афагнаган.
Префектура утворена 26 листопада 2009 року із північної частини префектури Лакс.

## Склад
До складу префектури входять 5 кантонів і комуна Афагнаган:
| № | Кантон             | Площа, км² | Населення, осіб (2010) | Центр       |
| - | ------------------ | ---------- | ---------------------- | ----------- |
| 1 | Агоме-Глозу        | -          | -                      | Агоме-Глозу |
| 2 | Аттітоган          | -          | -                      | Аттітоган   |
| 3 | Афагнаган (кантон) | -          | -                      | Афагнаган   |
| 4 | Афагнаган (комуна) | -          | 8 912                  | Афагнаган   |
| 5 | Кпецу              | -          | -                      | Кпецу       |
| 6 | Хомпу              | -          | -                      | Хомпу       |